# Romualdo Antonio Mon y Velarde
Romualdo Antonio Mon y Velarde (San Martín de Oscos, 4 marzo 1749 – Siviglia, 16 dicembre 1819) è stato un arcivescovo cattolico spagnolo.

## Biografia
Di nobile famiglia, entrò nello stato ecclesiastico e compì gli studi nel seminario di Avila durante l'episcopato di suo zio, Romualdo Velarde y Cienfuegos.
Decano della cattedrale di Cordova, fu eletto arcivescovo di Tarragona dal 1803, durante la guerra d'indipendenza spagnola si rifugiò a Maiorca.
Fu trasferito alla sede metropolitana di Siviglia nel 1816.

## Genealogia episcopale e successione apostolica
La genealogia episcopale è:
- Cardinale Scipione Rebiba
- Cardinale Giulio Antonio Santori
- Cardinale Girolamo Bernerio, O.P.
- Arcivescovo Galeazzo Sanvitale
- Cardinale Ludovico Ludovisi
- Cardinale Luigi Caetani
- Cardinale Ulderico Carpegna
- Cardinale Paluzzo Paluzzi Altieri degli Albertoni
- Papa Benedetto XIII
- Papa Benedetto XIV
- Cardinale Enrico Enriquez
- Cardinale Francisco de Solís Folch de Cardona
- Vescovo Agustín Ayestarán Landa
- Arcivescovo Romualdo Antonio Mon y Velarde

La successione apostolica è:
- Cardinale Francisco Javier de Cienfuegos y Jovellanos (1819)